# Tratado de Nystad

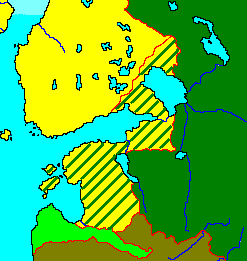
Efeitos do tratado: Suécia pré-guerra em amarelo, Rússia em verde e ganhos russos indicados.

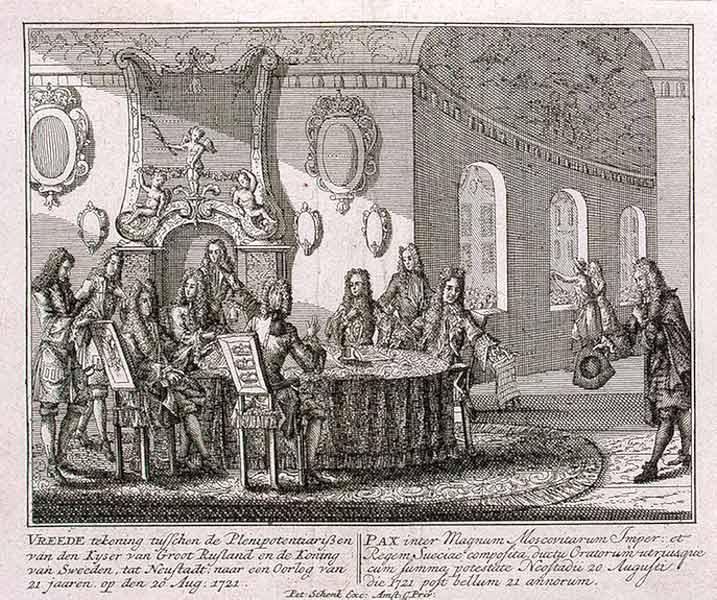
Assinatura do Tratado de Nystad

O Tratado de Nystad (em russo:  Ништадтский мир; em finlandês:  Uudenkaupungin rauha; em sueco:  Freden i Nystad) foi assinado em 10 de setembro de 1721 ([O.S. 30 de agosto] 1721) na cidade de Uusikaupunki (Nystad em sueco). Ele terminou com a Grande Guerra do Norte entre a Suécia e a Rússia.
O lado russo foi representado pelo conselheiro particular Heinrich Johann Friedrich Ostermann e pelo conde Jacob Daniel Bruce, o lado sueco pelo conde Johann von Lilienstedt e o barão Otto Reinhold Strömfelt.
O acordo consistia de um preâmbulo e de 24 artigos. No qual a Rússia receberia da Suécia os territórios da Estônia, Livônia e Íngria, bem como grande parte da Carélia. Seria cedido ainda à Rússia as cidades e fortalezas de Riga, Daugavgrīva, Pärnu, Tallinn, Tartu, Narva, Vyborg e Priozersk, bem como diversas ilhas - entre outras Saaremaa, Hiiumaa e Møn - e outras regiões na fronteira com a Curlândia e ao longo do Mar Báltico.
Em contrapartida, a Rússia devolveria as regiões ocupadas na Finlândia e Suécia, além de pagar como reparação de guerra a quantia de dois milhões de Reichstaler. A Suécia ainda ganharia o direito importar cereais "por tempo ilimitado", em Riga, Tallinn e Kuressaare no valor de 50 mil rublos anualmente, livre de impostos. Exceto nos anos em que houvesse má colheita.
O Tsar Pedro I da Rússia substituiu o Rei Frederico I da Suécia, como governante das províncias conquistadas. Enquanto que a Rússia surgia, com a ajuda desses novos territórios anexados, a mais nova potência da Europa, depois do Tratado de Nystad a Suécia iniciou o seu declínio como força política.
O conflito com as outras partes, Hanôver, Reino da Prússia e Dinamarca, foi concluído pelos tratados de Estocolmo em 1719 e 1720.
Vinte anos mais tarde teve início uma nova guerra entre a Rússia e a Suécia e as fronteiras da Rússia, após o novo tratado de paz, estenderam-se ainda mais em direção ao oeste, até o rio Kymi. Seguiu-se após isto um longo período de paz entre os dois países e as condições de vida na Carélia estabilizaram-se. A então língua oficial sueca foi novamente difundida.